# Crossopalpus brunnipes
Crossopalpus brunnipes är en tvåvingeart som först beskrevs av Macquart 1834.  Crossopalpus brunnipes ingår i släktet Crossopalpus och familjen puckeldansflugor.
Artens utbredningsområde är Frankrike. Inga underarter finns listade i Catalogue of Life.